# Pietro Alfonso, conte di Barcelos
Pietro Alfonso (Pedro Afonso in portoghese e in galiziano, Pedro Alfonso in spagnolo, Pedru Alfonso in asturiano, Pero Alifonso in aragonese, Petri Alfontso in basco, Pere Alfons in catalano e Pierre Alphonse in francese; 1287 – Lalim, 1354) principe della casa reale portoghese, fu conte di Barcelos, signore di Gestaçao Lalin e Varsea e Intendente della corte portoghese. Fu anche poeta e trovatore come suo padre, ebbe un ruolo importante nella vita politica e soprattutto culturale del suo tempo, a cui dobbiamo buona parte dei più importanti testi della letteratura medievale portoghese.

## Origine[1][2][3]
Figlio illegittimo del re del Portogallo e dell'Algarve, Dionigi e di Grácia Froes (di incerta identificazione), signora di Ribeiro. Pietro Alfonso era fratellastro del re del Portogallo, Alfonso IV l'Ardito.

## Biografia
Pietro Alfonso è stato, secondo alcune fonti, il primo figlio naturale di Dionigi del Portogallo ed è citato assieme ai fratellastri (El Conde D. Pedro, D. Fernan Sanchez, D. Iuan Alonso) nel suo Nobiliario, come figlio di Dionigi, re del Portogallo (D. Dionis…Rey de Portugal).
Il 1º marzo 1304, suo padre lo titolò conte di Barcelos.
Poi ricevette anche le Signorie di Gestaçao, Lalin e Varsea e divenne Intendente della corte portoghese.
Nel 1304 circa, Pietro Alfonso sposò, in prime nozze, Bianca Perez de Sousa, figlia di Pietro Annes de Portal e della moglie Costanza Mendes de Sousa, 14ª Signora di Sousa. Il matrimonio viene citato nel suo Nobiliario.
Questo suo primo e breve matrimonio con Bianca Perez, ereditiera di gran parte della fortuna dei Sousa, lo portò ad essere, alla di lei morte (1305), uno degli uomini più ricchi del regno.
La sua fortuna si consolidò con il secondo matrimonio. Pietro Alfonso sposò, in seconde nozze, l'aragonese Maria Ximenes Coronel, figlia di Pietro Coronel e della moglie Urraca Artal. anche questo secondo matrimonio viene citato nel suo Nobiliario.
Da Maria si separo dopo breve tempo, a causa di varie divergenze.
Dopo la separazione si unì a Teresa Yáñez di Toledo, che divenne la sua concubina.
Esiliato in Castiglia, per motivi relativi al conflitto tra Dionigi I e il principe ereditario del Portogallo Afonso, prese contatti con le attività culturali della corte castigliana, prolungando l'intenso lavoro del suo bisavolo Alfonso X di León e Castiglia, il Saggio.

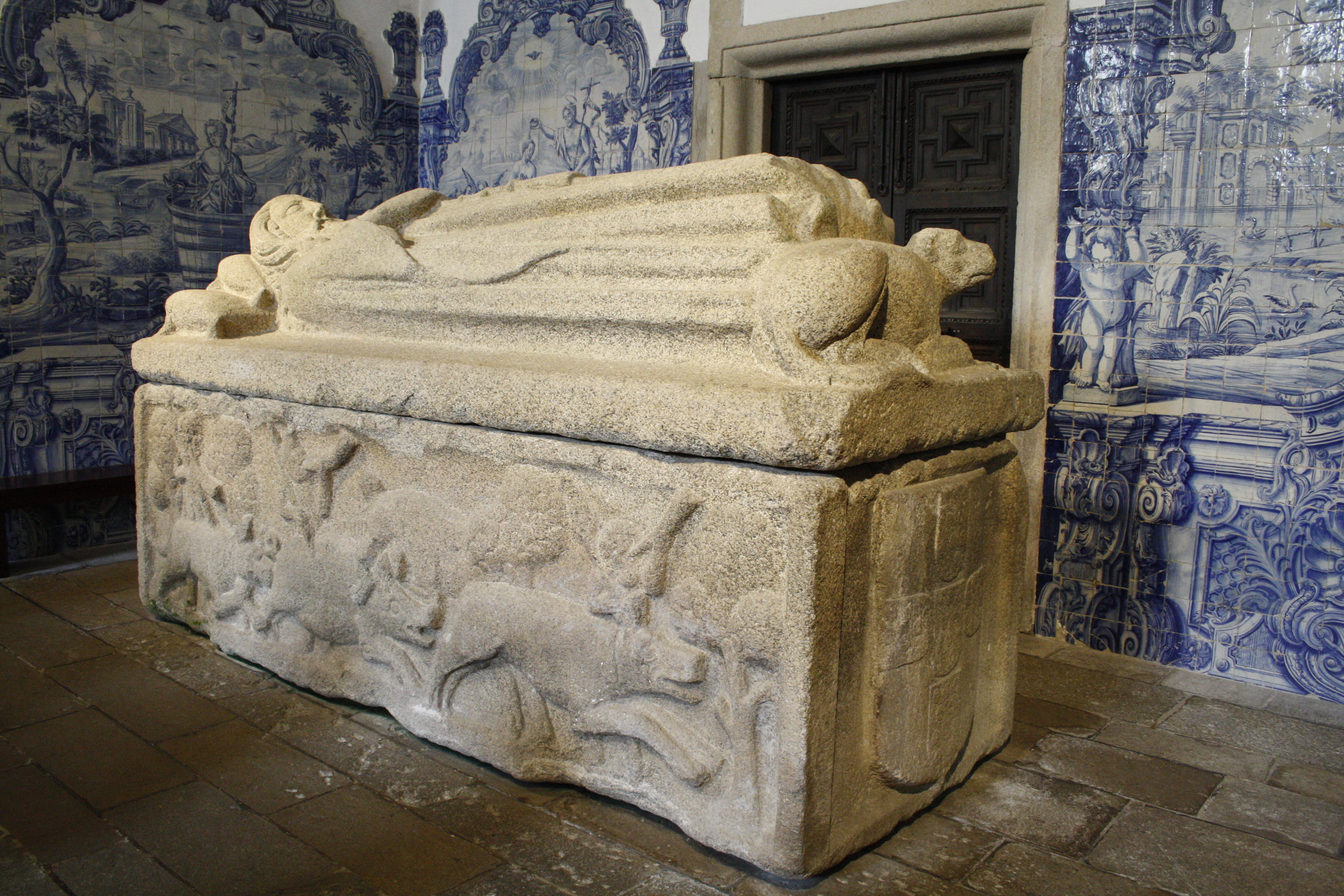
Tomba di Pietro Alfonso a Tarouca

Al ritorno dal suo esilio nel 1322, riprese possesso di tutti i suoi beni, precedentemente confiscati. Poco dopo la morte di suo padre (1325), si allontanò gradualmente dalla corte del suo fratellastro, con cui era entrato in attrito.
Rifugiatosi nei suoi possedimenti di Lalim, trasformata da lui in un importante centro culturale, dopo la morte (1347) della seconda moglie, Maria, nel 1348, sposò, in terze nozze, la sua amante, Teresa Yáñez.
A Lalim fece il suo testamento (marzo del 1350) e quivi morì, nel 1354. Fu sepolto nel Monastero di San Giovanni di Tarouca, in una tomba decorata ai lati con scene di caccia al cinghiale.

## Opera letteraria
L'eredità culturale del conte di Barcelos è una delle più importanti del medioevo della Penisola Iberica. Pietro fu certamente il compilatore (o per lo meno l'ultimo compilatore) delle cantigas dei trovatori galiziano-portoghesi. Nel suo testamento lascia un Livro de Cantigas a suo nipote, Alfonso XI di Castiglia, considerato l'archetipo dei cancioneiros manoscritti pervenutici; questo canzoniere non arriverà mai nelle mani di Alfonso XI e non se ne conosce il destinatario. Eccellente trovatore, Pietro ci lascia quattro cantigas de amor e sei cantigas de escárnio, dove l'umorismo (con la malizia caratteristica del genere) si lega a un notevole senso ritmico e musicale.
A Lalim sarebbero ancora state prodotte due altre opere fondamentali della storia e cultura portoghese. Una è il cosiddetto Livro de Linhagens do conde D. Pedro (1340-1344), una ricompilazione della genealogia delle principali famiglie nobili del Portogallo inserite nel contesto peninsulare e universale. Un'altra opera dovuta al conte è la Crónica Geral de Espanha de 1344, che descrive la storia dei vari regni iberici e della Reconquista, sottolineando il ruolo dei re portoghesi nella crociata contro l'Islam. I due libri sono di alta qualità narrativa e rappresentano punti alti della prosa medievale portoghese.
Il riconoscimento della qualità dell'opera di Pietro nel medioevo viene evidenziato dal fatto che tanto il Livro de Linhages quanto la Crónica subiranno varie aggiunte posteriori in Portogallo e verranno tradotte diverse volte in castigliano. Ancora oggi i ricercatori continuano a studiare l'opera di Pietro sia per i dati storiografici che per il suo livello narrativo.

## Discendenza[1][2]
Pietro da Bianca ebbe un figlio:
- Pietro di Barcelos, che secondo il Nobiliario di suo padre, morì in fasce, prima della madre.

Pietro da Maria ebbe una figlia:
- Maria Ximenes di Barcelos (di lei non si hanno notizie da fonti primarie), che fu dama alla corte portoghese.

Pietro da Teresa non ebbe alcuna discendenza.

## Ascendenza
|                                  |   |                         | Genitori                    |  |  | Nonni |  |  | Bisnonni                  |  |  | Trisnonni               |  |
|                                  |   |                         |                             |  |  |       |  |  | Alfonso II del Portogallo |  |  | Sancho I del Portogallo |  |
|                                  |   |                         |                             |  |  |       |  |  | Alfonso II del Portogallo |  |  | Sancho I del Portogallo |  |
|                                  |   | Dolce di Barcellona     |                             |  |  |       |  |  | Alfonso II del Portogallo |  |  |                         |  |
| Alfonso III del Portogallo       |   |                         |                             |  |  |       |  |  | Alfonso II del Portogallo |  |  |                         |  |
|                                  |   | Urraca di Castiglia     | Alfonso VIII di Castiglia   |  |  |       |  |  |                           |  |  |                         |  |
|                                  |   | Urraca di Castiglia     | Alfonso VIII di Castiglia   |  |  |       |  |  |                           |  |  |                         |  |
|                                  |   | Urraca di Castiglia     | Eleonora d'Inghilterra      |  |  |       |  |  |                           |  |  |                         |  |
| Dionigi del Portogallo           |   | Urraca di Castiglia     |                             |  |  |       |  |  |                           |  |  |                         |  |
|                                  |   | Alfonso X di Castiglia  | Ferdinando III di Castiglia |  |  |       |  |  |                           |  |  |                         |  |
|                                  |   | Alfonso X di Castiglia  | Ferdinando III di Castiglia |  |  |       |  |  |                           |  |  |                         |  |
|                                  |   | Alfonso X di Castiglia  | Beatrice di Svevia          |  |  |       |  |  |                           |  |  |                         |  |
| Beatrice di Castiglia            |   | Alfonso X di Castiglia  |                             |  |  |       |  |  |                           |  |  |                         |  |
|                                  |   | María Guillén de Guzmán | Guillén Pérez de Guzmán     |  |  |       |  |  |                           |  |  |                         |  |
|                                  |   | María Guillén de Guzmán | Guillén Pérez de Guzmán     |  |  |       |  |  |                           |  |  |                         |  |
|                                  |   | María Guillén de Guzmán | María González Girón        |  |  |       |  |  |                           |  |  |                         |  |
| Pietro Alfonso conte di Barcelos |   | María Guillén de Guzmán |                             |  |  |       |  |  |                           |  |  |                         |  |
|                                  | … | …                       |                             |  |  |       |  |  |                           |  |  |                         |  |
|                                  | … | …                       |                             |  |  |       |  |  |                           |  |  |                         |  |
|                                  | … | …                       |                             |  |  |       |  |  |                           |  |  |                         |  |
| …                                | … |                         |                             |  |  |       |  |  |                           |  |  |                         |  |
|                                  |   | …                       | …                           |  |  |       |  |  |                           |  |  |                         |  |
|                                  |   | …                       | …                           |  |  |       |  |  |                           |  |  |                         |  |
|                                  |   | …                       | …                           |  |  |       |  |  |                           |  |  |                         |  |
| Grácia Toes                      |   | …                       |                             |  |  |       |  |  |                           |  |  |                         |  |
|                                  |   | …                       | …                           |  |  |       |  |  |                           |  |  |                         |  |
|                                  |   | …                       | …                           |  |  |       |  |  |                           |  |  |                         |  |
|                                  |   | …                       | …                           |  |  |       |  |  |                           |  |  |                         |  |
| …                                |   | …                       |                             |  |  |       |  |  |                           |  |  |                         |  |
|                                  |   | …                       | …                           |  |  |       |  |  |                           |  |  |                         |  |
|                                  |   | …                       | …                           |  |  |       |  |  |                           |  |  |                         |  |
|                                  |   | …                       | …                           |  |  |       |  |  |                           |  |  |                         |  |
|                                  |   | …                       |                             |  |  |       |  |  |                           |  |  |                         |  |